# Neviditelní (projekt)
Neviditelní je český nevládní CSR projekt, který upozorňuje na fenomén neviditelnosti v České republice. Na projektu se podílí Spotřebitelské fórum , Centrum ekonomických a tržních analýz - CETA, psychologická poradna Dirivitu  a společnost Provident Financial. Odborníci a analytici z oblasti ekonomie, sociologie a psychologie provedli na začátku roku 2021 hloubkovou analýzu a výzkum a spočítali, kolik je Neviditelných a jak je neviditelnost reálně ovlivňuje v jejich životech. Připravili doporučení, co pro sebe může každý neviditelný udělat sám, co mohou zlepšit soukromé firmy a jak by mohl pomáhat stát.

## O projektu
Cílem projektu je upozornit veřejnost na toto důležité celospolečenské téma a zlepšit životní podmínky Neviditelných. Projekt popisuje skupiny osob, kterých se neviditelnost týká a ukazuje její důsledky. Vyčísluje náklady nejen pro samotné Neviditelné, ale také pro veřejný sektor. Pro každou skupinu připravili odborníci sady doporučení, která pomohou k vystoupení z bludného kruhu neviditelnosti. Radí, jak mohou sami Neviditelní zlepšit svou situaci, co mohou udělat firmy jako zaměstnavatelé a jak by se měl změnit systém veřejné pomoci.

## 10 znaků Neviditelnosti
- Přišli o pravidelný příjem a nedaří se jim vrátit do pracovního procesu
- Nezapadají do škatulek státní pomoci
- Neumí si říct o pomoc, nebo se za to stydí
- Nevědí, jak si vyjednat lepší pracovní podmínky
- Trápí je nízká finanční gramotnost
- Nic neušetří, nemají z čeho
- Běžné finanční služby jsou pro ně hůře dostupné
- Trpí sociální izolací i strachem z toho, co přijde
- Mají neustálý pocit života nad propastí, nesmí onemocnět, nesmí se nic stát
- Problémy často přenáší na své děti, vyrůstá tak další generace Neviditelných

## Zasažené skupiny
V České republice se problém neviditelnosti týká 13 skupin obyvatel. První zkoumanou skupinou jsou mladé rodiny.